# Jacob Davis
Pour les articles homonymes, voir Davis.
Jacob Davis, né Jākobs Jufess (Jacob Youphes), en Lettonie en 1831 à Riga, qui faisait alors partie de l'Empire russe, est mort en 1908 à San Francisco. Ce célèbre tailleur américano-letton du XIXe siècle, dont l'atelier principal se trouvait à Reno, dans le Nevada. est le véritable inventeur du jeans, un vêtement de travail à l'origine, mais il n'avait pas l'argent nécessaire pour déposer une demande de brevet pour son invention, un pantalon à rivets (jeans). Par conséquent, il recherchait un investisseur et un partenaire commercial. Heureusement, Levi Strauss. a accepté d’être le partenaire de Davis. Le 20 mai 1873 il paya les frais de dépôt de brevet et obtint leur brevet intitulé «Amélioration de la fixation des ouvertures de poche» pour les jeans avec rivets (brevet américain No 139.121) Ils ont tous deux été inscrits en tant que cessionnaires (propriétaires) du brevet. Cependant, seul Jacob Davis était répertorié comme inventeur. 

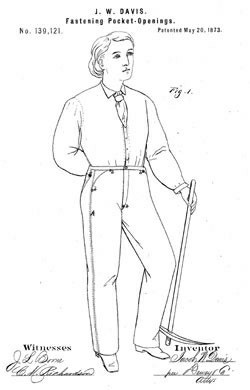
Figure extraite du brevet américain No 139.121 par Levi Strauss et Jacob Davis